# Benjamin Darvill
Benjamin Darvill (Winnipeg, 4 gennaio 1967) è un cantante, musicista e polistrumentista canadese.
È stato il chitarrista e suonatore di armonica della band canadese Crash Test Dummies. Dal 1999 ha lasciato il gruppo per formare la one man band Son of Dave.

## Biografia
Darvill nacque a Winnipeg, Manitoba, in Canada. Tra gli artisti musicali che lo ispirarono ci fu soprattutto James Cotton.
Nel 1989 si unì alla band Crash Test Dummies in cui suonava la chitarra, l'armonica e il mandolino. Nel 1998 si trasferì a Londra e vi rimase per molti anni. Nel 1999 lasciò la band per formare la one man band chiamata "Son of Dave".
Nel 2000 incise l'album 01, un "misto di blues vecchio stile con ritmi techno e qualcos'altro in mezzo". Nel 2006 incise l'album 02, un "misto di blues "prendi una balla di cotone" con beat box, folk, funk e anche del R&B moderno.
Il 22 marzo 2010 Son of Dave ha pubblicato l'album Shake a Bone

## Discografia

### Con i Crash Test Dummies
- 1991 - The Ghosts that Haunt Me
- 1993 - God Shuffled His Feet
- 1996 - A Worm's Life
- 1999 - Give Yourself a Hand

### Son of Dave
- 1999 - B. Darvill's Wild West Show
- 2000 - 01
- 2006 - 02
- 2008 - 03
- 2010 - Shake a Bone
- 2013 - Blues at the Grand
- 2016 - Explosive Hits
- 2017 - Music for Cop Shows
- 2021 - Call Me a Cab
- 2022 - Call Me King

### Singoli
- 2004 - Goddamn
- 2005 - Devil Take My Soul
- 2006 - Low Rider
- 2008 - Old Times Were Good Times